# Horumer Tief
Das Horumer Tief ist ein Tief im nordöstlichen Bereich der Gemeinde Wangerland im Landkreis Friesland im Norden von Niedersachsen.
Der etwa fünf Kilometer lange Wasserlauf im Jeverland, durch den Binnenwasser in die Nordsee abfließt, entsteht aus dem Zusammenfluss von Grimmenser Tief und Bassenser Tief beim Minsener Hammerich.
Er fließt dann in östlicher Richtung und durch Horumersiel, knickt nach Süden ab und mündet in das Hohenstief. Dieses mündet unmittelbar danach in das Wangertief, das sich schließlich in die Nordsee ergießt.
In früheren Zeiten diente das Tief vor allem zur Entwässerung und als Verkehrsweg, heute auch den Freizeitsportarten Paddeln und Angeln.